# (44597) Thoreau
(44597) Thoreau est un astéroïde de la ceinture principale.

## Description
(44597) Thoreau est un astéroïde de la ceinture principale. Il fut découvert le 6 août 1999 à l'Observatoire Kleť par Jana Tichá et Miloš Tichý. Il présente une orbite caractérisée par un demi-grand axe de 2,25 UA, une excentricité de 0,12 et une inclinaison de 5,0° par rapport à l'écliptique.

## Compléments